# ایستگاه تاکاساکی
ایستگاه تاکاساکی (به ژاپنی: 高崎駅 Takasaki-eki) یک ایستگاه قطار واقع در تاکاساکی، گونما در ژاپن است که توسط شرکت راه‌آهن شرق ژاپن و یک راه آهن خصوصی بنام جوشین دنتتسو اداره می شود.